# Chloropoea sulpitia
Chloropoea sulpitia är en fjärilsart som beskrevs av Fabricius 1793. Chloropoea sulpitia ingår i släktet Chloropoea och familjen praktfjärilar. Inga underarter finns listade i Catalogue of Life.